# Xã Washington, Quận Story, Iowa
Xã Washington (tiếng Anh: Washington Township) là một xã thuộc quận Story, tiểu bang Iowa, Hoa Kỳ. Năm 2010, dân số của xã này là 40.954 người.